# Franciszek Jamrozy
Franciszek Jamrozy (ur. 15 grudnia 1915 w Tychach, zm. w styczniu 1999) – polski organista, pianista, pedagog i wykładowca.

## Życiorys
Urodził się 15 grudnia 1915 roku w Tychach w rodzinie Franciszka i Marty z d. Piechota. Dzieciństwo spędził w Kosztowach. Absolwent szkoły organistowskiej im. św. Grzegorza w Katowicach oraz Śląskiego Konserwatowium Muzycznego. W konserwatorium Bolesław Szabelski uczył go gry na organach. Przed samą wojną pracował jako organista w Dziećkowicach oraz w Brzezince.

### Czas II wojny światowej
Po wybuchu wojny Franciszek został powołany do niemieckiego wojska, wraz z którym zawędrował do Afryki. Zwolniono go z wojska z przyczyn ideologicznych – deklarował polską przynależność, rodzina nie otrzymała volkslisty. Do zakończenia wojny pracował fizycznie w kopalni „Wesoła”. 

### Życie po wojnie
Franciszek został zatrudniony jako organista w krypcie Katedry Chrystusa Króla w Katowicach. W międzyczasie założył klasę organów w Szkole Muzycznej im. Mieczysława Karłowicza w Katowicach, a przez kolejne lata nauczał gry na fortepianie. Ze szkołą był związany do 1970 roku. Od 1953 roku został organistą oraz prowadzącym chóru im. ks. Antoniego Chlondowskiego w Parafii Trójcy Przenajświętszej w Chełmie Śląskim. Równolegle prowadził zajęcia gry na organach odbywające się przy Kurii Diecezjalnej w Katowicach. W 1975 został uhonorowany medalem Pro Ecclesia et Pontifice przyznanym przez papieża Pawła VI za zasługi dla rozwoju muzyki kościelnej. Funkcję organisty w Chełmie Śląskim sprawował do 1973 roku. Zmarł w 1999 roku. Został pochowany na cmentarzu w Imielinie.

## Życie prywatne
Ożenił się z Teresą z d. Stańczyk. Jego syn – Marian Jamrozy jest zawodowym tyskim fotografem.